# Епархия Баколода

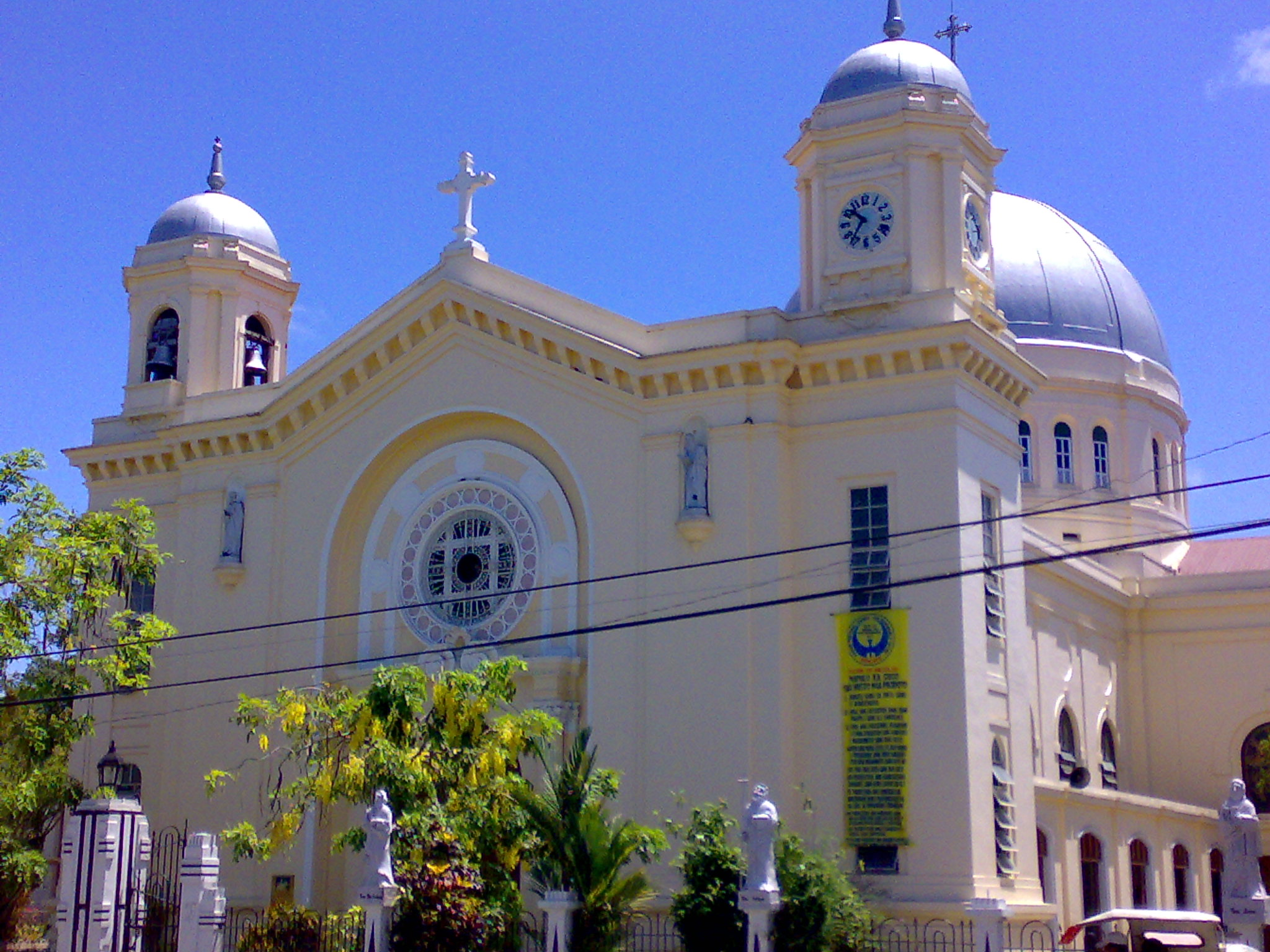
Прокафедральный собор святого Диего

Епархия Баколода (лат. Dioecesis Bacolodensis) — епархия Римско-Католической церкви с центром в городе Баколод, Филиппины. Епархия Баколода входит в митрополию Харо. Кафедральным собором епархии Баколода является церковь святого Себастьяна. В городе Силай находится прокафедральный собор Святого Диего. 

## История
15 июля 1932 года Римский папа Пий XI выпустил буллу Ad Christi, которой учредил епархию Баколода, выделив её из епархий Себу и Харо.
5 апреля 1955 года епархия Баколода передала часть своей территории для возведения новой епархии Думагете.
30 марта 1987 года епархия Баколода передала часть своей территории для возведения новой епархий Кабанкалана и Сан-Карлоса.

## Ординарии епархии
- епископ Casimiro Lladoc (1933 — 1951);
- епископ Manuel Yap (1952 — 1966);
- епископ Antonio Yapsutco Fortich (1967 — 1989);
- епископ Camilo Diaz Gregorio (1989 — 2000);
- епископ Vicente Macanan Navarra (2001 — по настоящее время).

## Источник
- Annuario Pontificio, Libreria Editrice Vaticana, Città del Vaticano, 2003, ISBN 88-209-7422-3
- Булла Ad Christi, AAS 25 (1933), стр. 357  (лат.)